# Luminar Technologies
Luminar Technologies ist ein US-amerikanisches Unternehmen, das sich schwerpunktmäßig mit der Entwicklung und Herstellung von Lidar-Sensoren befasst.

## Geschichte
Das Unternehmen wurde 2012 vom damals erst 16-jährigen Austin Russell gegründet. Der Börsengang erfolgte im Dezember 2020 an der New Yorker Technologiebörse NASDAQ und wurde unter anderem vom deutschstämmigen Investor Peter Thiel vorangetrieben, der Großaktionär des Unternehmens ist.

## Technologie
Luminar setzt sowohl bei Hard- als auch bei Software auf die Verbesserung und Miniaturisierung von Lidar-Sensoren, die mittels 3D-Laser-Scanning ein möglichst detailliertes Abbild der Umgebung auch bei hohen Geschwindigkeiten liefern können. Diese Technik gilt insbesondere als Schlüsseltechnologie für autonomes Fahren. Dies führte bislang zu Kooperationen mit Daimler Trucks AG, Volvo und Intel.

## Finanzen

### Umsätze
Im Jahr 2022 erzielte Luminar Einnahmen in Höhe von 40,698 Millionen Dollar, eine Steigerung gegenüber 31,944 Millionen Dollar im Vorjahr.

### Verluste
Luminar hat seit seiner Gründung jedes Jahr Nettoverluste gemacht. Für die am 31. Dezember 2020, 2021 und 2022 endenden Jahre verzeichnete das Unternehmen Nettoverluste in Höhe von 362,3 Mio. Dollar, 238,0 Mio. Dollar bzw. 445,9 Mio. Dollar. Bis 2023 hat Luminar keinen positiven Cashflow aus betrieblicher Tätigkeit erwirtschaftet und weist zum 31. Dezember 2022 ein kumuliertes Defizit von 1,3 Mrd. Dollar auf.